# エレクトラフィクション
エレクトラフィクション（Electrafixion）は、1994年にイギリスで結成されたオルタナティヴ・ロック・バンド。

## 概要
エコー&ザ・バニーメン解散後にメンバーであったイアン・マッカロクとウィル・サージェントによって結成された。ベーシストにレオン・デ・シルヴァ、ドラマーにトニー・マッギガンを加え、1995年に唯一のアルバムである『バーンド』を発表後、エコー&ザ・バニーメン再結成のため1996年解散。

## ディスコグラフィ

### アルバム
- 『バーンド』 - Burned (1995年、WEA/Warners) ※全英 38位[1]

### EP
- 『ゼファーEP』 - Zephyr EP (1994年、WEA/Warners) ※全英 47位

### シングル
- "Lowdown" (1995年) ※全英 54位
- "Never" (1995年) ※全英 58位
- "Sister Pain" (1996年) ※全英 27位
- "Baseball Bill" (1997年)